# Jesse Plemons
Jesse Lon Plemons (* 2. dubna 1988 Dallas, Texas) je americký herec.

## Životopis
Svou hereckou kariéru zahájil již v dětství. Průlomem v jeho kariéře byla role Landryho Clarka v dramatickém seriálu Světla páteční noci (2006–11). Následně ztvárnil Todda Alquista v 5. sérii seriálu Perníkový táta a získal cenu Screen Actors Guild Award za svůj výkon jako součást obsazení seriálu; svou roli si zopakoval i v televizním filmu El Camino: Film podle seriálu Perníkový táta. Za ztvárnění Eda Blumquista v seriálu Fargo získal svou první nominaci na Cenu Emmy a televizní cenu Critics' Choice Television Awards. Druhou nominaci na cenu Emmy získal za ztvárnění Roberta Dalyho v seriálu Černé zrcadlo, v dílu „USS Callister“.
Mezi jeho filmové počiny patří psychologické drama Paula Thomase Andersona Mistr (2012), kriminální drama Scotta Coopera Black Mass: Špinavá hra (2015) a western Nepřátelé (2017), historické drama Stevena Spielberga Most špionů (2015) a drama Akta Pentagon: Skrytá válka (2017), komedie Noční hra a satirická komedie Adama McKaye Vice (2018), kriminální drama Martina Scorseseho Irčan (2019) a psychologické drama Charlieho Kauffmana Asi to ukončím (2020). Byl nominován na cenu Independent Spirit Award za nejlepší mužský herecký výkon za roli Davida Mulcaheyho ve filmu My ostatní (2016).

## Osobní život
Dlouho byl známý díky fyzické podobnosti s herci Mattem Damonem a Philipem Seymourem Hoffmanem. V jedné ze svých prvních rolí, když mu bylo 12 let, hrál mladší verzi Damonovy postavy, a to ve filmu Krása divokých koní (2000). Objevil se také jako Hoffmanův syn ve filmu Mistr (2012). Když Plemons začal účinkovat v seriálu Perníkový táta, fanoušci ho přezdívali „Meth Damon“, kvůli jeho podobnosti s Damonem a také tomu, že se seriál soustředil na obchodování s metamfetaminem.
V roce 2016 začal chodit se svou hereckou kolegyní ze seriálu Fargo, Kirsten Dunstovou. V roce 2017 se pár zasnoubil. V roce 2018 se jim narodil syn, Ennis Howard Plemons.

## Filmografie

### Film
| Rok  | Název                                        | Role                   | Poznámky |
| ---- | -------------------------------------------- | ---------------------- | -------- |
| 1998 | Finding North                                | vandrák                |          |
| 1999 | Varsity blues                                | Tommy Harbor           |          |
| 2000 | Krása divokých koní                          | mladý John Grady Cole  |          |
| 2002 | Děti na oslavě svých narozenin               | kazatel                |          |
| 2002 | Jako Mike                                    | Ox                     |          |
| 2003 | Když Zachariáš Beaver přijel do města        | Jay                    |          |
| 2003 | The Failures                                 | Boe                    |          |
| 2008 | Malí letci                                   | tyran                  |          |
| 2009 | Zevlovat a prudit                            | Charles                |          |
| 2009 | Cvokař                                       | Ježíš                  |          |
| 2010 | Happiness Runs                               | Chad                   |          |
| 2010 | Meeting Spencer                              | Spencer West           |          |
| 2011 | Paul                                         | Jake                   |          |
| 2012 | Mistr                                        | Val Dodd               |          |
| 2012 | Bitevní loď                                  | Jimmy „Ordy“ Ord       |          |
| 2014 | Síla života                                  | Garn Sours             |          |
| 2014 | Flutter                                      | David                  |          |
| 2015 | Black Mass: Špinavá hra                      | Kevin Weeks            |          |
| 2015 | The Program: Pád legendy                     | Floyd Landis           |          |
| 2015 | Most špionů                                  | Joe Murphy             |          |
| 2016 | My ostatní                                   | David Mulcahey         |          |
| 2017 | The Discovery                                | Toby Harbor            |          |
| 2017 | Barry Seal: Nebeský gauner                   | šerif Joe Downing      |          |
| 2017 | Nepřátelé                                    | poručík Rudy Kidder    |          |
| 2017 | Akta Pentagon: Skrytá válka                  | Roger Clark            |          |
| 2018 | Noční hra                                    | Gary Kingsbury         |          |
| 2018 | Vice                                         | Kurt                   |          |
| 2019 | Irčan                                        | Chuckie O'Brien        |          |
| 2019 | El Camino: Film podle seriálu Perníkový táta | Todd Alquist           |          |
| 2020 | Snow Globe: A Breaking Bad Short             | Todd Alquist           |          |
| 2020 | Asi to ukončím                               | Jake                   |          |
| 2021 | Jidáš a černý mesiáš                         | Roy Mitchell           |          |
| 2021 | Expedice: Džungle                            | pruský princ Joachim   |          |
| 2021 | Paroží                                       | šerif Paul Meadows     |          |
| 2021 | Síla psa                                     | George Burbank         |          |
| 2023 | Zabijáci rozkvetlého měsíce                  | Tom White              |          |
| 2024 | Občanská válka                               | militantní vlastenec   | cameo    |
| 2024 | Milé laskavosti                              | Robert, Daniel, Andrew |          |

### Televize
| Rok     | Název                       | Role                | Poznámky                           |
| ------- | --------------------------- | ------------------- | ---------------------------------- |
| 2000    | Walker, Texas Ranger        | Russell junior      | díl: „The General's Return“        |
| 2001    | Ten, kdo tě chrání          | Lawrence Neal       | díl: „Paternity“                   |
| 2001    | Sabrina – mladá čarodějnice | větší dítě          | díl: „Really Big Season Opener“    |
| 2003    | The Lyon's Den              | Ray Ferris          | díl: „The Other Side of Caution“   |
| 2003    | Soudkyně Amy                | James Franklin      | díl: „Marry, Marry Quite Contrary“ |
| 2004    | Huff                        | Dawson James        | díl: „Chladný den v Šanghaji“      |
| 2004    | Kriminálka Las Vegas        | Owen Durbin         | díl: „Ztraceno v odpadu“           |
| 2006    | Chirurgové                  | Jake Burton         | díl: „Včera“                       |
| 2006    | Námořní vyšetřovací služba  | Jason Geckler       | díl: „Klam“                        |
| 2006–11 | Světla páteční noci         | Landry Clarke       | 59 dílů                            |
| 2008    | Podstata strachu            | Lemmon              | díl: „The Sacrifice“               |
| 2009    | Odložené případy            | Ryan Stewart        | 2 díly                             |
| 2011    | Childrens' Hospital         | Jesse               | díl: „Father's Day“                |
| 2012    | Hodinový manžel             | Gary                | 6 dílů                             |
| 2012–13 | Perníkový táta              | Todd Alquist        | 11 dílů                            |
| 2014    | Olive Kitteridgeová         | Jerry McCarthy      | 2 díly                             |
| 2014–18 | Drunk History               | různé role          | 3 díly                             |
| 2015    | Fargo                       | Ed Blumquist        | 10 dílů                            |
| 2017    | No Activity                 | Angus               | 8 dílů                             |
| 2017    | Černé zrcadlo               | kapitán Robert Daly | díl: „USS Callister“               |
| 2023    | Láska a smrt                | Allan Gore          | minisérie, 7 dílů                  |